# Frank Greer
Frank Bartholomew Greer (East Boston, 26 febbraio 1879 – Winthrop, 7 maggio 1943) è stato un canottiere statunitense.
Greer partecipò ai Giochi olimpici di Saint Louis 1904 con la squadra East Boston Amateur Athletic Boat Club nella gara di singolo, in cui conquistò la medaglia d'oro.
Dopo le Olimpiadi, fu allenatore al Detroit Athletic Club ed in seguito sceriffo al Charles Street Jail di Boston.

## Palmarès
In carriera ha conseguito i seguenti risultati:
- Giochi olimpici

St. Louis 1904: oro nel singolo maschile.